# Бабье лето (альбом)
«Бабье лето» — одиннадцатый студийный альбом ска/панк-рок-группы «Ленинград», вышедший в 2006 году. В альбом вошло 16 композиций, на песни «Губошлеп» и «П и Х» были сняты клипы.
Этот альбом — лёгкий, я надеюсь, что он тоже концептуальный, но только по-другому: отсутствие концепции — это тоже концепция.Сергей Шнуров
Альбом получил оценки выше среднего. Рецензент журнала «Афиша» Максим Семеляк охарактеризовал «Бабье лето» как «альбом-пустяк, комплимент от шефа». Обозреватель Rolling Stone Russia классифицировал альбом: «немного народного r’n’b, немного хип-хопа, немного „Русского радио“», отметив при этом, что «при всей кажущейся массовости такого искусства, это элитарный продукт».

## Список композиций
| №   | Название            | Длительность |
| --- | ------------------- | ------------ |
| 1.  | «По бабам»          | 2:27         |
| 2.  | «Любовь»            | 2:33         |
| 3.  | «Карлсон»           | 2:18         |
| 4.  | «Дача»              | 3:03         |
| 5.  | «Губошлеп»          | 2:48         |
| 6.  | «Без мата»          | 2:17         |
| 7.  | «Высоко и низко»    | 2:42         |
| 8.  | «Никулин»           | 2:47         |
| 9.  | «Лайф из фак»       | 2:25         |
| 10. | «Когда есть деньги» | 2:29         |
| 11. | «В воду»            | 2:19         |
| 12. | «Пару баб»          | 2:56         |
| 13. | «Внедорожник»       | 3:07         |
| 14. | «По-любому»         | 2:54         |
| 15. | «Женщины»           | 1:53         |
| 16. | «П и Х»             | 3:16         |

## Участники
- Сергей Шнуров — вокал, гитара, музыка, текст
- Всеволод «Севыч» Антонов — бэк-вокал, перкуссии
- Александр «Пузо» Попов — большой барабан
- Константин «Лимон» Лимонов — гитара
- Андрей «Андромедыч» Антоненко — туба
- Алексей «Лёха» Канев — саксофон
- Алексей «Микшер» Калинин — перкуссия, ударные
- Стас Барецкий — имидж
- Андрей «Дед» Кураев — бас
- Григорий «Зонтик» Зонтов — саксофон
- Роман «Шухер» Парыгин — труба
- Илья «Пианист» Рогачевский — клавиши
- Денис «Кащей» Купцов — барабаны
- Владислав «Владик» Александров — тромбон